# Gefangene Herzen
Gefangene Herzen (jap. とらわれの身の上, Toraware no Mi no Ue) ist ein Manga der japanischen Zeichnerin Matsuri Hino aus den Jahren 1999 bis 2002. Die Serie ist in die Genre Shōjo und Romantik einzuordnen. 

## Inhalt
Megumi Kuroishi (クロイシ メグミ) ist ein Nachfahre von Kuronekomaru, einem berühmten Dieb, der einmal einen Samurai bestohlen hatte und dafür von Schutzdrachen mit einem Fluch belegt wurde. Von da an musste Kuronekomaru und seine Nachkommen der Familie der Kogami dienen. 
Doch Megumi führt das bequeme Leben eines Sohnes reicher Eltern und kann sich ein wohl ewiges Studentenleben leisten. Die Nachfahren der Kogami sind verschwunden. Doch eines Tages taucht Suzuka Kogami (コガミ スズカ) auf und Megumi muss nun die Pflicht seiner Familie erfüllen.

## Veröffentlichung
Der Manga wurde von 1999 bis 2002 im Magazin LaLa des Verlags Hakusensha in Japan veröffentlicht. Die Einzelkapitel erschienen später auch in fünf Sammelbänden. 
Viz Media brachte den Manga in Nordamerika heraus, Madman Entertainment in Australien und Neuseeland. Eine italienische Übersetzung erschien bei Edizioni BD. Von Juni 2010 bis Juli 2011 erschienen alle Bände der Reihe in einer Übersetzung von Nina Olligschläger bei Carlsen Comics auf Deutsch.

## Hörspiel
Am 21. November 2001 erschien in Japan eine Hörspiel-CD zum Manga. 